# Seolleongtang
Seolleongtang is een Koreaanse soep gemaakt van de vier poten van een rund. Gewoonlijke wordt alleen zout en stengelui gebruikt om de soep op smaak te brengen. Meestal duurt het koken van de soep een paar uur of zelfs een hele dag, om zo de smaak uit de botten te trekken. Het heeft een melk-witte kleur en wordt gegeten met rijst, die wordt toegevoegd aan de soep. Vooral ggakdugi is een populaire banchan van seolleungtang.
De soep wordt tevens gezien als een goed middel tegen een kater en wordt dan ook door liefhebbers van soju vaak als ontbijt genuttigd.

## Geschiedenis
Ten tijde van de Joseondynastie werden in Korea vaak nationale offers gebracht aan de voorouders. Deze offers werden Seonnongje genoemd en het altaar dat werd gebruikt hete een Seonnongdan.
Koning Seongjoong bezocht deze offers en at met de mensen. Hij gaf de opdracht tot het bedenken van een maaltijd die met weinig middelen gemaakt kon worden, en toch voedzaam genoeg was voor de gewone mensen. De soep werd eerst seonnongtang genoemd, maar de uitspraak veranderde later in het gemakkelijk uit te spreken seolleongtang.